# Амірово (Стерлібашевський район)
Амі́рово (рос. Амирово, башк. Әмир) — село у складі Стерлібашевського району Башкортостану, Росія. Входить до складу Халікеєвської сільської ради.
Населення — 483 особи (2010; 557 в 2002).
Національний склад:
- татари — 88%